# Paul Revere and the Raiders
Paul Revere and the Raiders est un groupe américain de rock, originaire de Boise, dans l'Idaho. Il a eu beaucoup de succès dans la seconde moitié des années 1960 et au début des années 1970. Le groupe est notamment connu pour ses tubes Indian Reservation (The Lament of the Cherokee Reservation Indian), Steppin' Out, ou encore Just Like Me.

## Biographie

### Débuts
Initialement basés à Boise, dans l'Idaho, les Raiders se lance comme groupe de rock instrumental mené par Paul Revere Dick (7 janvier 1938, Harvard, Nebraska – 4 octobre 2014),. Le groupe se délocalise à Portland, dans l'Oregon, lorsque Revere revient de son service militaire en 1962,,,,.
Au début de ses vingt ans, Revere dirige plusieurs restaurants à Caldwell, Idaho et fait la rencontre de Mark Lindsay (né le 9 mars 1942, Eugene, Oregon) alors qu'il venait chercher les pains pour hamburger à la boulangerie dans laquelle travaillait Lindsay. Les circonstances de cette rencontre sont expliquées dans le morceau Legend of Paul Revere, enregistré par le groupe. Lindsay se joint au groupe de Revere en 1958. Originellement appelé les Downbeats, ils changent de nom pour Paul Revere and the Raiders en 1960 sur leur premier album publié au label Gardena Records. Le groupe se popularise dans le Nord-ouest du Pacifique en 1961, avec le morceau instrumental Like, Long Hair. Il atteint la 38e place du Billboard le 17 avril 1961,.
À l'été 1962, Revere et Lindsay travaillent de nouveau ensemble dans l'Oregon avec une version des Raiders qui comprend Mike « Smitty » Smith, un batteur qui a passé deux longues périodes avec le groupe. À cette période, le DJ Roger Hart recherche un groupe à recruter lorsqu'on lui parle d'un certain "Paul-Revere-quelquechose". Après avoir rencontré Paul Revere et embauché le groupe sur une session pour ses propres besoins, il deviendra le manager du groupe. C'est Hart notamment qui suggérera l'enregistrement de Louie Louie, qu'il achètera près de $50, produisant la chanson et la faisant distribuer par son label Sandē, ce qui attirera finalement l'intérêt de Columbia Records. Il est impossible de savoir lesquels des Raiders ou des Kinsmen ont enregistré Louie Louie en premier ; cependant, ces deux groupes l'ont enregistré dans le même studio de Portland, en avril 1963. Dès lors, les Raiders comprennent Revere, Lindsay, Smith, le guitariste Drake Levin, et le bassiste Mike « Do » Holliday, qui est remplacé au début de 1965 par Phil Volk.

### Hits et promotion, périodeAction
En 1965, les Raiders commencent à enregistrer quelques morceaux de garage rock. Sous la houlette du producteur Terry Melcher, le groupe se relocalise à Los Angeles et commence progressivement à adopter le style British Invasion de groupes comme les Beatles, Rolling Stones, Dave Clark Five, et the Animals, avec une touche de RnB américain. Leur premier hit national majeur, Just Like Me (11e, 1965) est l'un des premiers morceaux rock à inclure un solo de guitare double-tracked joué par Drake Levin.
Le groupe apparaît régulièrement à la télévision nationale américaine, dans des émissions telles que celle de Dick Clark, Where the Action Is, Happening '68, et It's Happening, ces dernières étant animées par Revere et Lindsay. En novembre 1966, le groupe apparaît dans son propre rôle dans la série télévisée Batman dans l'épisode Hizzonner the Penguin. Leurs succès de cette période comprennent Kicks (Billboard Pop Chart No. 4), Hungry (No. 6), The Great Airplane Strike (No. 20), Good Thing (No. 4), et Him or Me – What's It Gonna Be? (No. 5). De tous ceux-là, Kicks devient leur chanson la plus populaire, celle qui comprend un message anti-drogue écrit par Barry Mann et Cynthia Weil.
À la mi-1967, avec trois albums certifié disques d'or à leur compteur, les Raiders sont le groupe de rock le plus rentable du label Columbia ; leur Greatest Hits est l'un des deux albums sélectionnés par Clive Davis pour tester les prix d'albums populaires (avec Bob Dylan's Greatest Hits).

### Changements de formation
Pendant le pic de popularité du groupe, Valley, Volk, et Smith quittent le groupe,. Le premier à partir est Valley, qui se lancera dans une carrière solo. Drake Levin rejoint le groupe à la guitare pour terminer leur tournée du printemps 1967. Levin, Volk, et Smith s'envolent pour New York lorsque les Raiders sont invités à jouer durant The Ed Sullivan Show. Revere ne supportait pas l'idée que Valley, Volk, et Smith soient partis, rejetant la faute sur Levin. Levin se présente au Ed Sullivan Theater pour jouer avec Volk et Smith pour la toute dernière fois, mais Revere refusera de le laisser jouer. Sans avoir mis le reste du groupe au courant, Revere a recruté un nouveau guitariste, Freddy Weller, pour jouer cette nuit là.

### Années 1980–2014

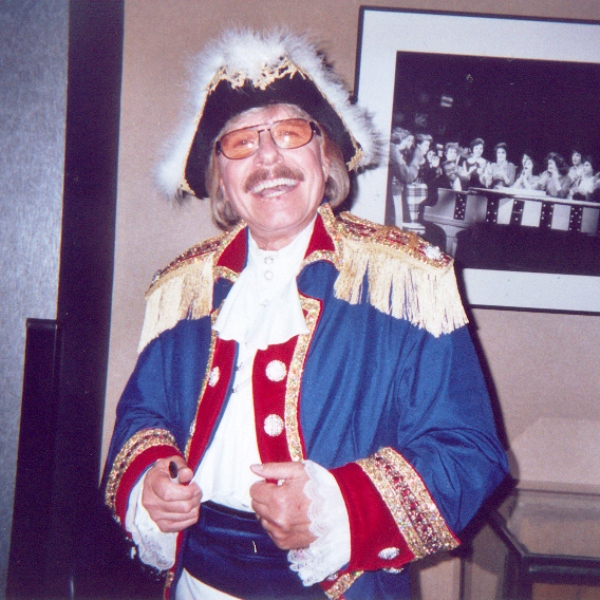
Paul Revere en 2007.

Les périodes punk rock et new wave s'intéressent aux morceaux des Raiders ; (I'm Not Your) Steppin' Stone est repris par the Sex Pistols, Minor Threat, et le groupe anglais the Farm, puis beaucoup plus tard par the Circle Jerks, Joan Jett et Pat Benatar. David Bowie reprend Louie, Go Home sur son premier single. En 1964, the Who reprennent le morceau et changent les paroles et le titre de Lubie (Come Back Home) en 1965. Hungry est repris par Sammy Hagar. Les Flamin' Groovies reprennent trois morceaux ; Him or Me, What's it Gonna Be?, Sometimes et Ups and Downs.
Le 13 octobre 2007, Paul Revere and the Raiders sont officiellement induits à l'Oregon Music Hall of Fame. Revere annonce son retrait du groupe en août 2014. Revere meurt le 4 octobre 2014 à l'âge de 76 ans.

## Membres

### Membres actuels
- Doug Heath - guitare (1973–1977, 1978-1979, depuis 1980)
- Ron Foos - basse (1975–1977, depuis 1980)
- Danny Krause - claviers (depuis 1980)
- Jamie Revere - guitare (1990-1997, depuis 2014)
- Darren Dowler - chant (depuis 2008)
- Tommy Scheckel - batterie, chant (depuis 2010)

### Anciens membres
- Paul Revere - claviers (1958–1977, 1978-2014 ; décédé en 2014)
- Mark Lindsay - chant, saxophone (1958-1975)
- Robert White - guitare (1958-1961)
- Rihard White - guitare (1958-1961)
- William Hibbard - basse (1958-1961)
- Dick McGarvin - drums (1958)
- Red Hughes - chant (1958)
- David Bell - batterie (1958-1959)
- Jerry Labrum - batterie (1959-1961)
- Andrea Loper - chant (1960)
- Mike « Smitty » Smith - batterie (1962-1967, 1971–1972)
- Ross Allemang - basse (1962-1963)
- Steve West - guitare solo (1962)
- Pierre Ouellette (1963)
- Dick Walker - guitare solo (1962-1963)
- Charlie Coe - guitare solo (1963), basse (1967-1968)
- Drake « Kid » Levin - guitare solo (1963-1966, 1967)
- Mike « Doc » Holliday - basse (1963-1965)
- Phil « Fang » Volk - basse (1965-1967)
- Jim « Harpo » Valley -  guitare solo (1966-1967)
- Freddy Weller - guitare solo (1967-1973)
- Joe Correro, Jr. - batterie (1967-1971)
- Keith Allison -chant (1968-1975)
- Omar Martinez - batterie, chant (1971-1977, 1980-2006)
- Robert Wooley - claviers (1972-1977)
- Blair Hill - chant (1978-1980)
- Michael Bradley - chant (1980-1983)
- Carlo Driggs - chant (1983-2004)

## Discographie

### Albums studio
- 1961 : Like, Long Hair[21]
- 1965 : Here They Come
- 1965 : Just Like Us!
- 1966 : Midnight Ride
- 1967 : Revolution!
- 1971 : Indian Reservation

### Singles
- 1960 : Beatnik Sticks / Orbit (The Spy)
- 1963 : Louie Louie
- 1964 : Louie, Go Home / Have Love, Will Travel
- 1966 : Hungry